# 145174 Irenejoliotcurie
145174 Irenejoliotcurie è un asteroide della fascia principale. Scoperto nel 2005, presenta un'orbita caratterizzata da un semiasse maggiore pari a 2,5383865 au e da un'eccentricità di 0,0658778, inclinata di 15,30322° rispetto all'eclittica.